# Гарсия, Радамель Фалькао
Радаме́ль Фалька́о Гарси́я Са́рате (исп. Radamel Falcao García Zárate; более известный как Радаме́ль Фалька́о; род. 10 февраля 1986, Санта-Марте, Колумбия)  колумбийский футболист, нападающий клуба «Мильонариос». Выступал за сборную Колумбии. Лучший бомбардир в истории сборной Колумбии. Сын другого колумбийского футболиста, Радамеля Гарсии (1957—2019). Фалькао был назван так по имени известного бразильского футболиста Фалькао.

## Клубная карьера

### «Лансерос Бояка»
Радамель Фалькао начал карьеру в молодёжном составе клуба «Мильонариос». В возрасте 13 лет он перешёл в клуб Примеры В, «Лансерос Бояка», где дебютировал 28 августа 1999 года, что позволило ему стать самым молодым игроком, выступавшим в профессиональном клубе чемпионата Колумбии. 25 апреля 2000 года футболист забил свой первый гол в профессиональной карьере, поразив ворота «Кондора».

### «Ривер Плейт»
На следующий год Фалькао интересовался аргентинский клуб «Велес Сарсфилд», однако он предпочёл другой клуб из этой страны — «Ривер Плейт». Прежде чем подписать свой первый профессиональный контракт с «Ривером», Фалькао начал занятия в Университете Палермо в Буэнос-Айресе. В 2005 году Фалькао дебютировал в основном составе «Ривера» в игре с клубом «Химнасия и Эсгрима» (Ла-Плата), в которой его клуб проиграл 1:2. В первом матче, где он вышел в стартовом составе Фалькао забил 2 гола. Всего в Апертуре 2005 Фалькао забил 7 голов в 11 играх. В последнем матче чемпионата с клубом «Сан-Лоренсо де Альмагро», форвард получил травму связок правого колена. В январе 2006 года Фалькао усугубил травму, «порвав» на том же колене крестообразные связки. Он усиленно пытался вернуться на поле, но всякий раз терпел неудачу.
Лишь к середине 2007 года Фалькао полностью вылечил правое колено и смог завоевать место в основном составе «Ривера». 28 сентября 2007 года Фалькао забил 3 мяча в ворота «Ботафого», выведя клуб в 1/4 финала Южноамериканского кубка. 7 октября он поразил ворота «Боки Хуниорс» в традиционном «суперклассико», выигранном «Ривером» 2:0. 30 октября Фалькао поразил ворота «Дефенсор Спортинга», выведя свою команду в полуфинал Южноамериканского кубка, где его клуб проиграл. За его действия в 2007 году, Фалькао был включён в символическую сборную лучших игроков года в Южной Америке, по опросу журнала «El Pais». В том же самом обзоре Фалькао занял 5-е место на определение лучшего игрока года. Зимой «Ривер Плейт» отклонил предложения испанского «Депортиво Ла-Корунья», предложившего за колумбийца 12,5 млн долларов.
В следующем сезоне Фалькао выиграл свой первый чемпионат Аргентины. В построении клуба, 4-2-3-1, он выполнял роль игрока «под нападающим», треквартисты, являясь организатором игры «Ривера». Всего в сезоне он забил 10 голов (6 в чемпионате и 4 в Кубке Либертадорес), став лучшим бомбардиром команды. Летом «Ривер Плейт» последовательно отклонял предложения «Милана», «Флуминенсе», «Манчестер Юнайтед» и «Астон Виллы», которая предложила 20 млн долларов за трансфер колумбийца. Это произошло несмотря на то, что сам Фалькао хотел выступать в Англии. В Апертуре 2008 «Ривер» сыграл очень неудачно, оставшись в таблице на последнем месте. Этот результат стал худшим в истории клуба. В Клаусуре 2009, несмотря на трудное начало, Фалькао провёл 10 голов в 22 матчах.

### «Порту»

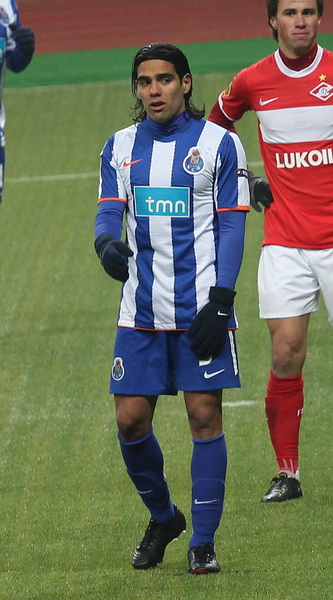
Фалькао в апреле 2011 года

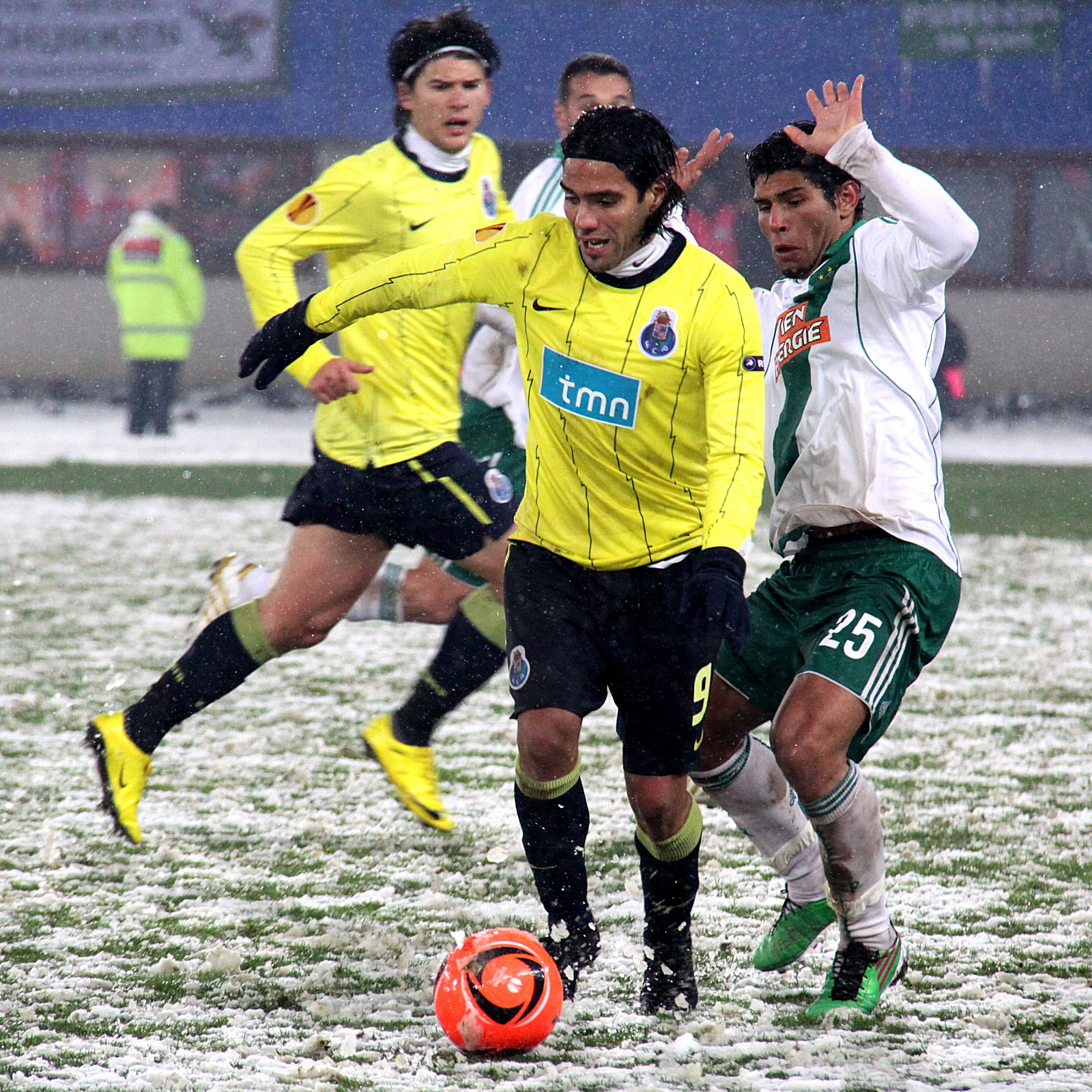
Фалькао в матче Лиги Европы УЕФА сезона 2010/11

15 июля 2009 года Фалькао перешёл в португальский клуб «Порту», подписав контракт на 5 лет. Сумма трансфера составила 5,5 млн евро. В «Порту» Фалькао пришёл на смену Лисандро Лопесу, который перешёл в «Лион». Фалькао дебютировал в составе команды в матче с «Пасуш де Феррейра» и забил гол, принёсший «Порту» ничью. После этого мяча, болельщики клуба, недовольные, что Радамель вёл также переговоры с «Бенфикой», перестали злиться на футболиста. 30 сентября Фалькао дебютировал в Лиге чемпионов УЕФА, во втором матче группового турнира с «Атлетико Мадрид», и, в первой же своей игре, забил гол пяткой, который принёс победу своей команде. 17 февраля 2010 года Фалько забил гол, который принёс «Порту» победу над лондонским «Арсеналом» в 1/8 финала Лиги чемпионов УЕФА.
В первом для себя чемпионате Португалии Фалькао забил 25 голов, лишь на один мяч отстав от лучшего бомбардира турнира Оскара Кардосо.
7 апреля 2011 года Фалькао сделал хет-трик в матче Лиги Европы УЕФА с московским «Спартаком». 14 апреля 2011 года, забив 1 из 5 голов «Порту» в ответной встрече с красно-белыми в «Лужниках», закрепился в тройке лучших форвардов турнира (11 голов в 11 матчах). 28 апреля Фалькао забил 4 гола в ворота «Вильярреала», побив рекорд Юргена Клинсманна по количеству мячей в турнире; сам игрок сказал по этому поводу: «Этот день я никогда не забуду, так как чувствую огромную радость. „Порту“ одержал убедительную победу. Когда мы проигрывали, то не опустили рук и сумели дать ответ. Результат второй половины был достигнут благодаря работе всей команды. Это первый покер в моей карьере, поэтому этот вечер я никогда не забуду». Всего в этом турнире Фалькао отличился 17 раз, включая единственный гол в финальной игре с «Брагой»; этот результат стал рекордным в истории Кубка УЕФА и Лиги Европы УЕФА. Также команда добилась победы и в чемпионате Португалии. Связка форвардов Фалькао—Халк стала самой результативной среди всех пар нападающих в европейских чемпионатах в сезоне 2010/11 — 72 мяча. Результативность футболиста привела к интересу со стороны «Тоттенхэм Хотспур», лондонского «Арсенала» и «Челси»; сам колумбийский нападающий заявил, что хотел бы остаться в «Порту» для участия в Лиге чемпионов УЕФА. 15 июля 2011 года Радамель продлил соглашение с «Порту» до 2015 года; сумма выкупа форварда составила 45 млн евро.
Удачная игра Радамеля Фалькао не осталась без внимания со стороны некоторых европейских клубов. Руководство и тренерский штаб «Челси» попытались обменять нападающего команды Фернандо Торреса на Радамеля Фалькао, а руководство и тренерский штаб «Манчестер Сити» были заинтересованы в услугах колумбийского форварда и были готовы заплатить за него 50 млн фунтов.

### «Атлетико Мадрид»
18 августа 2011 года Фалькао перешёл в испанский клуб «Атлетико Мадрид», заплативший за трансфер форварда 40 млн евро. 22 августа Фалькао был официально представлен в качестве нового игрока «Атлетико Мадрид». На стадионе «Висенте Кальдерон» собрались около 10 000 болельщиков, бурно приветствовавших футболиста. Сам Фалькао заявил:
«Выступления в составе „Атлетико“ являются новым вызовом в моей карьере. Ведь я начинаю играть в такой команде и в таком чемпионате, как Ла лига. Мои выступления за „Порту“ являются уже достоянием прошлого; в данный момент я полностью сконцентрирован на „Атлетико“. Должен сказать, что я был очень впечатлён болельщиками „Атлетико“, когда играл на этом стадионе в составе „Порту“. Эта поддержка нам будет нужна в течение сезона. Я сам хочу сделать для команды всё, что в моих силах»
18 сентября Радамель сделал хет-трик в матче с сантандерским «Расингом». Также Радамель оформил хет-трик в матче с «Реалом Сосьедадом», тогда Атлетико победил в гостях 4:0.
9 мая 2012 года в финале Лиги Европы УЕФА Фалькао сделал дубль в ворота «Атлетик Бильбао», завоевал второй за два года кубок Лиги Европы УЕФА и второй раз подряд стал лучшим бомбардиром этого турнира (с результатом в 12 голов). Всего за сезон форвард забил 35 голов. В бомбардирской гонке Примеры Фалькао вошёл в тройку лучших бомбардиров, пропустив вперёд себя лишь лучших футболистов мира Криштиану Роналду и Лионеля Месси, в следующем году повторив данный результат.
В сезоне 2012/13 Фалькао за 4 дня оформил два хет-трика. Первый состоялся во втором туре испанского чемпионата в матче с финалистом Лиги Европы УЕФА 2011/12 «Атлетик Бильбао» (27 августа 2012), второй — в матче за Суперкубок УЕФА c победителем Лиги чемпионов УЕФА 2011/12 лондонским «Челси» (31 августа 2012). Фалькао стал первым футболистом, оформившим хет-трик в новом формате Суперкубка УЕФА (один матч с 1998 года), и первым, кто это сделал после Терри Макдермотта, забившего три мяча во втором матче Суперкубка УЕФА 1977 года.
9 декабря 2012 года Фалькао забил пять мячей в ворота «Депортиво».

### «Монако»

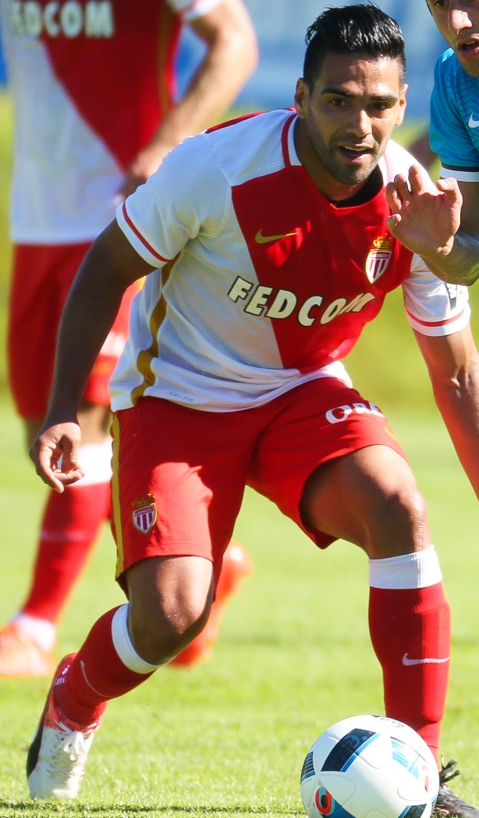
Фалькао в Монако (2016 год)

31 мая 2013 года Радамель перешёл в «Монако». Фалькао подписал пятилетний контракт с Монако. За трансфер форварда было заплачено от 45 до 55 млн евро. 10 августа Фалькао дебютировал в составе «Монако», проведя на поле весь матч против «Бордо». В этом же матче колумбиец забил свой первый мяч за «монегасков». 22 января 2014 года Фалькао получил травму крестообразной связки и выбыл до конца сезона. Травма помешала нападающему принять участие в предстоящем чемпионате мира в Бразилии.
После двух неудачных попыток заиграть в Англии Фалькао вернулся в «Монако», где вскоре получил капитанскую повязку. Сезон 2016/2017 стал для колумбийца одним из самых удачных в карьере: «монегаски» впервые за долгие годы выиграли чемпионат Франции, а Фалькао был одним из лидеров и наиболее опытных игроков команды, а также стал лучшим её бомбардиром. Кроме того, игра Фалькао помогла «Монако» добраться до полуфинала Лиги чемпионов, в которой он забил несколько важных голов (включая дубль в ворота «Манчестер Сити» 21 февраля 2017 года).

#### Аренды в «Манчестер Юнайтед» и «Челси»
1 сентября 2014 года, в последний день летнего трансферного окна, Фалькао перешёл в «Манчестер Юнайтед» на правах аренды сроком на год с опцией последующего выкупа. 14 сентября колумбийский нападающий дебютировал в составе «красных дьяволов», выйдя на замену Хуану Мате в матче с «Куинз Парк Рейнджерс». 5 октября Фалькао открыл счёт своим голам за «Юнайтед», забив победный гол в ворота «Эвертона». В конце октября нападающий получил повреждение, в результате чего пропустил более месяца. 20 декабря Фалькао впервые после травмы вышел в стартовом составе команды и ударом головой сравнял счёт в матче с «Астон Виллой». Несмотря на все усилия закрепиться в составе команды форварду не удалось: мешали этому постоянные микротравмы, а также не лучшая физическая форма после них. Сразу по завершении сезона Фалькао покинул «Манчестер Юнайтед» и вернулся в расположение «Монако».
3 июля 2015 года футбольный клуб «Челси» взял в аренду Радамеля Фалькао сроком на один сезон с правом дальнейшего выкупа. Однако сезон оказался неудачным как для команды в целом (которая провела худший сезон за многие годы), так и для нападающего, который не смог пробиться в стартовый состав «Челси». По завершении сезона Фалькао покинул «Челси» и снова вернулся в «Монако».

### «Галатасарай»
2 сентября 2019 года Фалькао подписал контракт на три сезона с турецким «Галатасараем». За два полных сезона Фалькао сыграл за «Галатасарай» 43 матча, забив 20 мячей.

### «Райо Вальекано»
В сезоне 2021/22 Фалькао перешёл в «Райо Вальекано». В клубе он взял необычный для нападающего 3-й номер, в память об отце, который играл под этим номером. В первом же матче, выйдя на замену, Радамель отметился голом в ворота «Хетафе».

## Международная карьера
В 2005 году Фалькао, в составе молодёжной сборной Колумбии, выиграл чемпионат Южной Америки. На том турнире он забил только 1 мяч, в ворота Аргентины, а «солировал» у колумбийцев другой форвард, Уго Родальега. В том же году он играл на молодёжном чемпионате мира, где забил в 4 играх 2 гола, а колумбийцы дошли до 1/8 финала.
7 февраля 2007 года Фалькао дебютировал в составе первой сборной Колумбии в товарищеской встрече с Уругваем. 3 июня 2007 года он забил свой первый мяч за сборную, поразив ворота Черногории на Кубке Кирин. В отборочном турнире к чемпионату мира 2010 Фалькао провёл первые 7 матчей, а затем был отстранён от игр главным тренером команды, Хорхе Пинто, который вскоре был уволен. 10 июня 2010 года Фалькао забил первый официальный мяч за сборную, поразив ворота Перу.

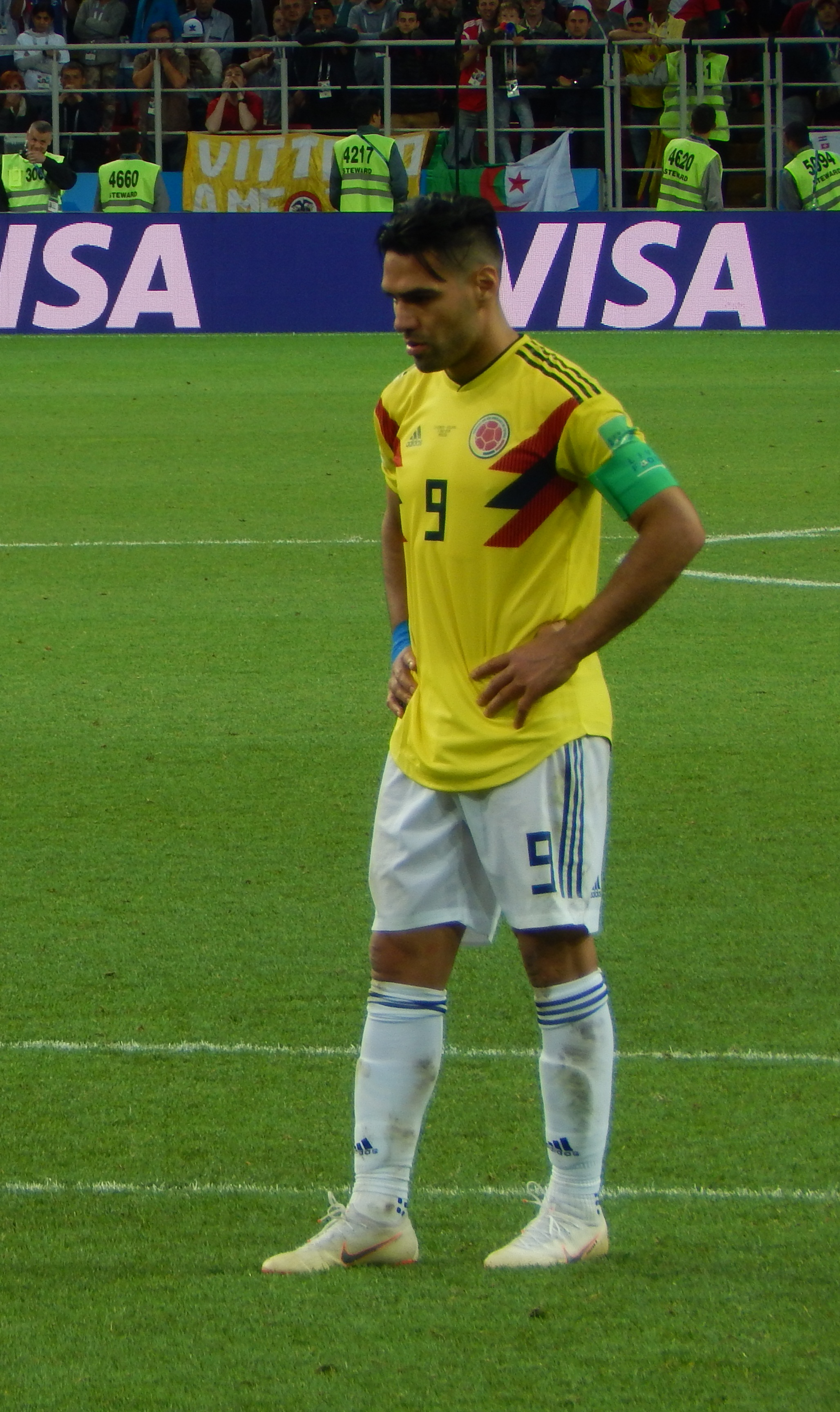
Радамель Фалькао в серии пенальти против сборной Англии на чемпионате мира (2018)

В 2011 году Радамель в составе сборной поехал на Кубок Америки. Там он провёл все встречи своей команды. 10 июля Фалькао сделал дубль в матче группового этапа с Боливией и был признан лучшим игроком встречи. Но в следующей игре, четвертьфинальной встрече с Перу, Радамель не забил пенальти, а его команда проиграла 0:2 и выбыла из розыгрыша соревнования.
В 2013 года Фалькао помог сборной своей страны впервые с 1998 года попасть на чемпионат мира, забив 9 голов в отборочном турнире. Однако в январе 2014 года нападающий получил разрыв крестообразных связок колена и пропустил финальный турнир.
В 2017 году в товарищеском матче против сборной Испании забил гол, и таким образом стал лучшим бомбардиром в истории Колумбии. В составе сборной Радамель отправился на чемпионат мира в России, где был капитаном команды. На турнире ему удалось отметиться забитым голом в ворота сборной Польши, а также реализовать свою попытку в серии пенальти 1/8 финала со сборной Англии, однако выиграть её удалось англичанам.
25 сентября 2022 года товарищеский матч против сборной Гватемалы стал для Фалькао 100-м в составе сборной Колумбии.

## Статистика выступлений

### Клубная статистика
| Клуб                       | Сезон            | Лига | Лига | Кубки | Кубки | Кубки КОНМЕБОЛ / Еврокубки | Кубки КОНМЕБОЛ / Еврокубки | Прочие | Прочие | Итого | Итого |
| Клуб                       | Сезон            | Игры | Голы | Игры  | Голы  | Игры                       | Голы                       | Игры   | Голы   | Игры  | Голы  |
| -------------------------- | ---------------- | ---- | ---- | ----- | ----- | -------------------------- | -------------------------- | ------ | ------ | ----- | ----- |
| Лансерос Бояка             | 1999             | 1    | 0    | -     | -     | -                          | -                          | 0      | 0      | 1     | 0     |
| Лансерос Бояка             | 2000             | 7    | 1    | -     | -     | -                          | -                          | 0      | 0      | 7     | 1     |
| Лансерос Бояка             | Итого            | 8    | 1    | 0     | 0     | 0                          | 0                          | 0      | 0      | 8     | 1     |
| Ривер Плейт                | 2004/05          | 4    | 0    | -     | -     | 0                          | 0                          | 0      | 0      | 4     | 0     |
| Ривер Плейт                | 2005/06          | 7    | 7    | -     | -     | 0                          | 0                          | 0      | 0      | 7     | 7     |
| Ривер Плейт                | 2006/07          | 20   | 3    | -     | -     | 3                          | 0                          | 0      | 0      | 23    | 3     |
| Ривер Плейт                | 2007/08          | 27   | 11   | -     | -     | 12                         | 8                          | 0      | 0      | 39    | 19    |
| Ривер Плейт                | 2008/09          | 32   | 13   | -     | -     | 6                          | 3                          | 0      | 0      | 38    | 16    |
| Ривер Плейт                | Итого            | 90   | 34   | 0     | 0     | 21                         | 11                         | 0      | 0      | 111   | 45    |
| Порту                      | 2009/10          | 28   | 25   | 7     | 5     | 8                          | 4                          | 0      | 0      | 43    | 34    |
| Порту                      | 2010/11          | 22   | 16   | 3     | 3     | 16                         | 18                         | 1      | 1      | 42    | 38    |
| Порту                      | 2011/12          | 1    | 0    | 0     | 0     | 0                          | 0                          | 1      | 0      | 2     | 0     |
| Порту                      | Итого            | 51   | 41   | 10    | 8     | 24                         | 22                         | 2      | 1      | 87    | 72    |
| Атлетико Мадрид            | 2011/12          | 34   | 24   | 1     | 0     | 15                         | 12                         | 0      | 0      | 50    | 36    |
| Атлетико Мадрид            | 2012/13          | 34   | 28   | 4     | 2     | 2                          | 1                          | 1      | 3      | 41    | 34    |
| Атлетико Мадрид            | Итого            | 68   | 52   | 5     | 2     | 17                         | 13                         | 1      | 3      | 91    | 70    |
| Монако                     | 2013/14          | 17   | 9    | 2     | 2     | 0                          | 0                          | 0      | 0      | 19    | 11    |
| Монако                     | 2014/15          | 3    | 2    | 0     | 0     | 0                          | 0                          | 0      | 0      | 3     | 2     |
| Монако                     | 2016/17          | 29   | 21   | 4     | 2     | 10                         | 7                          | 0      | 0      | 43    | 30    |
| Монако                     | 2017/18          | 26   | 18   | 4     | 3     | 5                          | 3                          | 1      | 0      | 36    | 24    |
| Монако                     | 2018/19          | 33   | 15   | 1     | 1     | 5                          | 0                          | 0      | 0      | 39    | 16    |
| Монако                     | Итого            | 108  | 65   | 11    | 8     | 20                         | 10                         | 1      | 0      | 140   | 83    |
| Манчестер Юнайтед (аренда) | 2014/15          | 26   | 4    | 3     | 0     | 0                          | 0                          | 0      | 0      | 29    | 4     |
| Манчестер Юнайтед (аренда) | Итого            | 26   | 4    | 3     | 0     | 0                          | 0                          | 0      | 0      | 29    | 4     |
| Челси (аренда)             | 2015/16          | 10   | 1    | 1     | 0     | 0                          | 0                          | 1      | 0      | 12    | 1     |
| Челси (аренда)             | Итого            | 10   | 1    | 1     | 0     | 0                          | 0                          | 1      | 0      | 12    | 1     |
| Галатасарай                | 2019/20          | 16   | 10   | 3     | 1     | 3                          | 0                          | 0      | 0      | 22    | 11    |
| Галатасарай                | 2020/21          | 17   | 9    | 0     | 0     | 1                          | 0                          | 0      | 0      | 18    | 9     |
| Галатасарай                | 2021/22          | 1    | 0    | 0     | 0     | 2                          | 0                          | 0      | 0      | 3     | 0     |
| Галатасарай                | Итого            | 34   | 19   | 3     | 1     | 6                          | 0                          | 0      | 0      | 43    | 20    |
| Райо Вальекано             | 2021/22          | 22   | 6    | 3     | 0     | 0                          | 0                          | 0      | 0      | 25    | 6     |
| Райо Вальекано             | 2022/23          | 27   | 2    | 2     | 0     | 0                          | 0                          | 0      | 0      | 29    | 2     |
| Райо Вальекано             | 2023/24          | 16   | 1    | 4     | 3     | 0                          | 0                          | 0      | 0      | 20    | 4     |
| Райо Вальекано             | Итого            | 65   | 9    | 9     | 3     | 0                          | 0                          | 0      | 0      | 74    | 12    |
| Всего за карьеру           | Всего за карьеру | 460  | 226  | 42    | 22    | 88                         | 56                         | 5      | 4      | 595   | 308   |

### Выступления за сборную
| Сборная          | Сезон            | Товарищеские | Товарищеские | Турниры | Турниры | Всего | Всего |
| Сборная          | Сезон            | Игры         | Голы         | Игры    | Голы    | Игры  | Голы  |
| ---------------- | ---------------- | ------------ | ------------ | ------- | ------- | ----- | ----- |
| Колумбия         | 2007             | 6            | 2            | 2       | 0       | 8     | 2     |
| Колумбия         | 2008             | 4            | 1            | 1       | 0       | 5     | 1     |
| Колумбия         | 2009             | 2            | 1            | 7       | 1       | 9     | 2     |
| Колумбия         | 2010             | 4            | 1            | 0       | 0       | 4     | 1     |
| Колумбия         | 2011             | 3            | 1            | 5       | 3       | 8     | 4     |
| Колумбия         | 2012             | 2            | 1            | 5       | 4       | 7     | 5     |
| Колумбия         | 2013             | 2            | 1            | 7       | 4       | 9     | 5     |
| Колумбия         | 2014             | 3            | 1            | 0       | 0       | 3     | 1     |
| Колумбия         | 2015             | 3            | 4            | 6       | 0       | 9     | 4     |
| Всего за карьеру | Всего за карьеру | 29           | 13           | 33      | 12      | 62    | 25    |

### Матчи и голы за сборную
| Матчи и голы Фалькао за сборную Колумбии | Матчи и голы Фалькао за сборную Колумбии | Матчи и голы Фалькао за сборную Колумбии | Матчи и голы Фалькао за сборную Колумбии | Матчи и голы Фалькао за сборную Колумбии | Матчи и голы Фалькао за сборную Колумбии | Матчи и голы Фалькао за сборную Колумбии |
| №                                        | Дата                                     | Оппонент                                 | Счёт                                     | Голы Фалькао                             | Соревнование                             |                                          |
| ---------------------------------------- | ---------------------------------------- | ---------------------------------------- | ---------------------------------------- | ---------------------------------------- | ---------------------------------------- | ---------------------------------------- |
| 1                                        | 7 февраля 2007                           | Уругвай                                  | 1:3                                      | —                                        | Товарищеский матч                        |                                          |
| 2                                        | 3 июня 2007                              | Черногория                               | 1:0                                      | 1                                        | Товарищеский матч                        |                                          |
| 3                                        | 5 июня 2007                              | Япония                                   | 0:0                                      | —                                        | Товарищеский матч                        |                                          |
| 4                                        | 22 августа 2007                          | Мексика                                  | 1:0                                      | —                                        | Товарищеский матч                        |                                          |
| 5                                        | 8 сентября 2007                          | Перу                                     | 2:2                                      | 1                                        | Товарищеский матч                        |                                          |
| 6                                        | 12 сентября 2007                         | Парагвай                                 | 1:0                                      | —                                        | Товарищеский матч                        |                                          |
| 7                                        | 13 октября 2007                          | Бразилия                                 | 0:0                                      | —                                        | Отборочные матчи ЧМ-2010                 |                                          |
| 8                                        | 17 ноября 2007                           | Венесуэла                                | 1:0                                      | —                                        | Отборочные матчи ЧМ-2010                 |                                          |
| 9                                        | 6 февраля 2008                           | Уругвай                                  | 2:2                                      | —                                        | Товарищеский матч                        |                                          |
| 10                                       | 29 мая 2008                              | Ирландия                                 | 0:1                                      | —                                        | Товарищеский матч                        |                                          |
| 11                                       | 3 июня 2008                              | Франция                                  | 0:1                                      | —                                        | Товарищеский матч                        |                                          |
| 12                                       | 6 сентября 2008                          | Уругвай                                  | 0:1                                      | —                                        | Отборочные матчи ЧМ-2010                 |                                          |
| 13                                       | 19 ноября 2008                           | Нигерия                                  | 1:0                                      | 1                                        | Товарищеский матч                        |                                          |
| 14                                       | 11 февраля 2009                          | Республика Гаити                         | 2:0                                      | —                                        | Товарищеский матч                        |                                          |
| 15                                       | 28 марта 2009                            | Боливия                                  | 2:0                                      | —                                        | Отборочные матчи ЧМ-2010                 |                                          |
| 16                                       | 31 марта 2009                            | Венесуэла                                | 0:2                                      | —                                        | Отборочные матчи ЧМ-2010                 |                                          |
| 17                                       | 6 июня 2009                              | Аргентина                                | 0:1                                      | —                                        | Отборочные матчи ЧМ-2010                 |                                          |
| 18                                       | 10 июня 2009                             | Перу                                     | 1:0                                      | 1                                        | Отборочные матчи ЧМ-2010                 |                                          |
| 19                                       | 12 августа 2009                          | Венесуэла                                | 1:2                                      | 1                                        | Товарищеский матч                        |                                          |
| 20                                       | 5 сентября 2009                          | Эквадор                                  | 2:0                                      | —                                        | Отборочные матчи ЧМ-2010                 |                                          |
| 21                                       | 10 октября 2009                          | Чили                                     | 2:4                                      | —                                        | Отборочные матчи ЧМ-2010                 |                                          |
| 22                                       | 14 октября 2009                          | Парагвай                                 | 2:0                                      | —                                        | Отборочные матчи ЧМ-2010                 |                                          |
| 23                                       | 3 сентября 2010                          | Венесуэла                                | 2:0                                      | —                                        | Товарищеский матч                        |                                          |
| 24                                       | 7 сентября 2010                          | Мексика                                  | 0:1                                      | —                                        | Товарищеский матч                        |                                          |
| 25                                       | 9 октября 2010                           | Эквадор                                  | 1:0                                      | 1                                        | Товарищеский матч                        |                                          |
| 26                                       | 12 октября 2010                          | США                                      | 0:0                                      | —                                        | Товарищеский матч                        |                                          |
| 27                                       | 26 марта 2011                            | Эквадор                                  | 2:0                                      | 1                                        | Товарищеский матч                        |                                          |
| 28                                       | 29 марта 2011                            | Чили                                     | 0:2                                      | —                                        | Товарищеский матч                        |                                          |
| 29                                       | 2 июля 2011                              | Коста-Рика                               | 1:0                                      | —                                        | Финальные матчи КА-2011                  |                                          |
| 30                                       | 6 июля 2011                              | Аргентина                                | 0:0                                      | —                                        | Финальные матчи КА-2011                  |                                          |
| 31                                       | 10 июля 2011                             | Боливия                                  | 2:0                                      | 2                                        | Финальные матчи КА-2011                  |                                          |
| 32                                       | 16 июля 2011                             | Перу                                     | 0:2                                      | —                                        | Финальные матчи КА-2011                  |                                          |
| 33                                       | 6 сентября 2011                          | Ямайка                                   | 2:0                                      | —                                        | Товарищеский матч                        |                                          |
| 34                                       | 11 октября 2011                          | Боливия                                  | 2:1                                      | 1                                        | Отборочные матчи ЧМ-2014                 |                                          |
| 35                                       | 29 февраля 2012                          | Мексика                                  | 2:0                                      | 1                                        | Товарищеский матч                        |                                          |
| 36                                       | 3 июня 2012                              | Перу                                     | 1:0                                      | —                                        | Отборочные матчи ЧМ-2014                 |                                          |
| 37                                       | 10 июня 2012                             | Эквадор                                  | 0:1                                      | —                                        | Отборочные матчи ЧМ-2014                 |                                          |
| 38                                       | 7 сентября 2012                          | Уругвай                                  | 4:0                                      | 1                                        | Отборочные матчи ЧМ-2014                 |                                          |
| 39                                       | 11 сентября 2012                         | Чили                                     | 3:1                                      | 1                                        | Отборочные матчи ЧМ-2014                 |                                          |
| 40                                       | 12 октября 2012                          | Парагвай                                 | 2:0                                      | 2                                        | Отборочные матчи ЧМ-2014                 |                                          |
| 41                                       | 14 ноября 2012                           | Бразилия                                 | 1:1                                      | —                                        | Товарищеский матч                        |                                          |
| 42                                       | 22 марта 2013                            | Боливия                                  | 5:0                                      | 1                                        | Отборочные матчи ЧМ-2014                 |                                          |
| 43                                       | 27 марта 2013                            | Венесуэла                                | 0:1                                      | —                                        | Отборочные матчи ЧМ-2014                 |                                          |
| 44                                       | 7 июня 2013                              | Аргентина                                | 0:0                                      | —                                        | Отборочные матчи ЧМ-2014                 |                                          |
| 45                                       | 11 июня 2013                             | Перу                                     | 2:0                                      | 1                                        | Отборочные матчи ЧМ-2014                 |                                          |
| 46                                       | 6 сентября 2013                          | Эквадор                                  | 1:0                                      | —                                        | Отборочные матчи ЧМ-2014                 |                                          |
| 47                                       | 10 сентября 2013                         | Уругвай                                  | 0:2                                      | —                                        | Отборочные матчи ЧМ-2014                 |                                          |
| 48                                       | 11 октября 2013                          | Чили                                     | 3:3                                      | 2                                        | Отборочные матчи ЧМ-2014                 |                                          |
| 49                                       | 14 ноября 2013                           | Бельгия                                  | 2:0                                      | 1                                        | Товарищеский матч                        |                                          |
| 50                                       | 19 ноября 2013                           | Нидерланды                               | 0:0                                      | —                                        | Товарищеский матч                        |                                          |
| 51                                       | 5 сентября 2014                          | Бразилия                                 | 0:1                                      | —                                        | Товарищеский матч                        |                                          |
| 52                                       | 10 октября 2014                          | Сальвадор                                | 3:0                                      | 1                                        | Товарищеский матч                        |                                          |
| 53                                       | 14 октября 2014                          | Канада                                   | 1:0                                      | —                                        | Товарищеский матч                        |                                          |
| 54                                       | 26 марта 2015                            | Бахрейн                                  | 6:0                                      | 2                                        | Товарищеский матч                        |                                          |
| 55                                       | 30 марта 2015                            | Кувейт                                   | 3:1                                      | 1                                        | Товарищеский матч                        |                                          |
| 56                                       | 6 июня 2015                              | Коста-Рика                               | 1:0                                      | 1                                        | Товарищеский матч                        |                                          |
| 57                                       | 15 июня 2015                             | Венесуэла                                | 0:1                                      | —                                        | Финальные матчи КА-2015                  |                                          |
| 58                                       | 18 июня 2015                             | Бразилия                                 | 1:0                                      | —                                        | Финальные матчи КА-2015                  |                                          |
| 59                                       | 21 июня 2015                             | Перу                                     | 0:0                                      | —                                        | Финальные матчи КА-2015                  |                                          |
| 60                                       | 27 июня 2015                             | Аргентина                                | 0:0                                      | —                                        | Финальные матчи КА-2015                  |                                          |
| 61                                       | 9 октября 2015                           | Перу                                     | 2:0                                      | —                                        | Отборочные матчи ЧМ-2018                 |                                          |
| 62                                       | 14 октября 2015                          | Уругвай                                  | 0:3                                      | —                                        | Отборочные матчи ЧМ-2018                 |                                          |

Итого: 62 матча / 25 голов; 33 победы, 12 ничьих, 17 поражений.

## Достижения

### Командные
«Ривер Плейт»
- Чемпион Примеры: 2008 (К)

«Порту»
- Чемпион Португалии: 2010/11
- Обладатель Кубка Португалии (2): 2009/10, 2010/11
- Обладатель Суперкубка Португалии (2): 2010, 2011
- Победитель Лиги Европы УЕФА: 2010/11

«Атлетико Мадрид»
- Обладатель Кубка Испании: 2012/13
- Победитель Лиги Европы УЕФА: 2011/12
- Обладатель Суперкубка УЕФА: 2012

«Монако»
- Чемпион Франции: 2016/17

Сборная Колумбии
- Чемпион Южной Америки среди юношей до 20 лет: 2005

### Личные
- Команда года по версии КОНМЕБОЛ: 2007
- Лучший бомбардир Кубка Португалии: 2010
- Золотой мяч Португалии: 2011
- Лучший бомбардир Лиги Европы УЕФА (2): 2010/11 (17 голов), 2011/12 (12 голов)
- Лучший футболист Финала Лиги Европы УЕФА (2): 2011, 2012
- Лучший футболист Суперкубка УЕФА: 2012
- Лучший бомбардир «Атлетико Мадрид» в сезоне: 2012 (36 голов)
- Символическая сборная мира по версии ФИФПРО: 2012
- Трофей ЭФЭ: 2013

## Личная жизнь
Отец — Радамель Гарсия (1957—2019), футболист. Скончался в Колумбии во время игры в теннис, от сердечного приступа.
Фалькао женат на аргентинке Лорелей Тарон, с которой познакомился в евангелистской церкви в Аргентине. Девушка родом из провинции Мисьонес, она на два года младше Радамеля. У пары четверо детей: дочери Доминике Гарсия Тарон (р. 13 августа 2013), Деcире Гарсия Тарон (р. 19 февраля 2015), Аннетте Гарсия Тарон (р. 17 августа 2017) и сын Хедедия Фалькао Гарсия Тарон (р. 18 сентября 2020). Фалькао — набожный христианин, он является лидером молодёжных христианских групп «Locos por Jesús» и «Campeones para Cristo».